# Greenlawn
Greenlawn è un census-designated place (CDP) degli Stati Uniti d'America, situato nello Stato di New York, nella contea di Suffolk.